# ハブランサス
ハブランサス、ハブラントゥス（学：Habranthus）は、ヒガンバナ科に含まれる属の一つ。または、ハブランサス属に含まれる植物の総称。

## 特徴
ゼフィランサス属によく似た花をつける球根植物で、葉が4枚形成されるごとに花芽をつける性質がある。自生地および原産地はラテンアメリカで、雨の後に花蕾を立ち上げる性質から現地では、「レインリリー」と呼ばれている。花は横向きにつき、寿命はとても短くおよそ1日でしおれてしまう。花色は桃色や黄色がある。近年はジャンボハブランサスという大輪の品種が流通しているが、ブラキアンドラスとの交雑種と言われているが、詳細は不明。日本へは大正時代に渡来したとされている。

## 栽培方法
花期が梅雨から秋ごろの春植え球根で、耐寒性、耐暑性に優れているので植え付け時にこれと言って注意することはない。ただし日当たりの良い場所且つ雨がしっかり当たる場所のほうが花付きは良くなる。球根植え付け時に元肥が与えておくと成育速度が増す。花期の終わりが近づく10月ごろに追肥を与えると翌年また花をたくさん咲かせる。球根を密集させて植えると一斉に花が咲いた際、密になって花が咲くので見ごたえを出す事が出来る。全草に毒を持っているため、食用にはできない。花言葉には「純白の愛」「清純な愛」「便りがある」「期待」「優美な嗜み」などがある。

## 名称について
属名のHabranthusの由来はギリシャ語で「優雅」を意味するHabrosと、「花」を意味するAnthosの合成語である。英名の由来は前述のとおり、雨後一斉に花を咲かせる性質があることからであり、これは球根内で次々と作られる花芽が、熱帯雨林気候特有の周期的な降雨による水分吸収が刺激となって急速に肥大し、短期間に開花する性質があるためである。

## ゼフィランサス属との関係
近縁種であるゼフィランサス属との相違点として、花の寿命がある。本属の花は寿命が短く、1日ほどでしおれてしまう。また、花の付く向きにもやや違いがあり、ゼフィランサス属の花は上向きにつくのに対し、ハブランサス属の花はやや斜めに花が付く。

## 下位分類
ハブランサス属には2種と複数の品種が認められるが、ハブランサス属はゼフィランサス属のシノニムとして扱われている。但し、現在でもシノニムに従って園芸分野ではゼフィランサス属と住み分けがされており、本項では、かつてハブランサス属に分類されていた種を掲載する。（英語版のWikipedia）スプレケリア属との種間交雑種（×Sprekanthus）もある。
- ハブランサス・アンダーソニー

（Habranthus andersonii）
- ハブランサス・トゥビスバサ

（Habranthus tubispatha）
- ハブランサス・ロブスタ

（Habranthus robsta）